# 2018년 에카퇴르주 에볼라 유행
2018년 에카퇴르주 에볼라 유행은 2018년 5월부터 7월 사이 콩고 민주 공화국 서북부에 있는 에카퇴르주에서 일어난 에볼라 유행이다. 에카퇴르주 전 지역에 유행한 사건으로 에볼라 발병 초기에 처음으로 rVSV-ZEBOV 백신 예방접종을 실시한 유행이다. 유행 당시 3,481명이 예방 접종을 받았다. 이 유행은 콩고 민주 공화국에서 9번째로 감염자가 많은 유행이다.
에카퇴르주의 에볼라 유행은 2018년 5월 8일 에카퇴르주의 비코로 인근에서 17명이 에볼라에 감염되어 사망한 것으로 추정된 사건이 보고되면서 시작되었다. 세계 보건 기구(WHO)는 이 중 2명이 에볼라에 감염된 것을 확진한 후 에볼라 유행 발발을 선언하였다. 5월 17일에는 에볼라가 내륙항이 있는 음반다카에 퍼졌음이 확인되자 세계 보건 기구가 콩고 민주 공화국의 국가위험수준을 "높음"에서 "매우 높음"으로 상향하였으나 국제 공중보건 비상사태가 선포될 정도는 아니라고 발표했다. 이후 발발 2달 후인 2018년 7월 24일 세계 보건 기구는 에볼라 유행이 끝났다고 발표했다.
에카퇴르주의 에볼라 유행이 끝난 직후, 2018년 8월 1일 콩고 민주 공화국 동부의 북키부주에서 에볼라 감염이 확인되었다.

## 유행 경과

### 초기 유행
에카퇴르주의 에볼라 유행의 첫 감염자는 2018년 4월 나온 것으로 추정된다. 국제 적십자사·적신월사 연맹에 따르면 처음으로 감염된 지표증례는 에카퇴르주 비코로 시가지 근처 작은 마을인 이코코임펜게 보건소에서 사망한 한 경찰관이다.
장례식이 끝난 후 가족 11명이 아프기 시작했으며 7명이 사망했다. 사망한 7명 모두 장례식에 참여했거나 처음 사망한 사람의 병수발을 도와주던 사람들이었다. 지표증례로써 개인 신원이 감염된 개인 신원이 누구인지는 확인되지 않았다.
에카퇴르주 지역보건소는 에볼라 출혈열에 감염된 것으로 보이는 환자 21명을 확인했으며 이 중 17명이 2018년 5월 3일 사망했다고 밝혔다. 감염 의심자 중 8명은 에볼라와 관련이 없다는 것이 밝혀졌다. 비코로에 있던 환자 5명 중 2명에게서 혈액 샘플을 추출하고 검사한 결과 에볼라 바이러스의 자이르형 감염이 확인되면서 5월 8일 에볼라 유행이 선포되었다.
5월 10일 세계 보건 기구는 콩고 민주 공화국에 에볼라 감염 의심 사례가 32건 있으며, 다음날 2건이 추가로 더 발표되었다. 에볼라 감염 발발 사례 34건 모두 비코로 지역에서 나온 감염자들이다. 아래는 시간에 따른 감염자수 및 사망자수 변화 도표이다.
| 날짜 | 감염자수  | 감염자수  | 감염자수  | 감염자수 | 사망자수 | CFR   | 접촉자수 |
| 날짜 | 감염 확진 | 감염 추정 | 감염 의심 | 총 합    | 사망자수 | CFR   | 접촉자수 |
| --- | --------- | --------- | --------- | -------- | -------- | ----- | -------- |
| 2018-05-11 | 2         | 18        | 14        | 34       | 18       | 52.9% | 75       |
| 2018-05-14 | 2         | 22        | 17        | 41       | 20       | 48.8% | 432      |
| 2018-05-18 | 14        | 21        | 10        | 45       | 25       | 55.6% | 532      |
| 2018-05-20 | 28        | 21        | 2         | 51       | 27       | 52.9% | 628      |
| 2018-05-23 | 31        | 13        | 8         | 52       | 22*      | 42.3% | >600     |
| 2018-05-27 | 35        | 13        | 6         | 54       | 25       | 46.3% | 906      |
| 2018-05-30 | 37        | 13        | 0         | 50*      | 25       | 50%   | >900     |
| 2018-06-03 | 37        | 13        | 6         | 56       | 25       | 44.6% | 880      |
| 2018-06-06 | 38        | 14        | 10        | 62       | 27       | 43.6% | 619      |
| 2018-06-10 | 38        | 14        | 3         | 55*      | 28       | 50.9% | 634      |
| 2018-06-17 | 38        | 14        | 10        | 62       | 28       | 45.1% | 289      |
| 2018-06-20 | 38        | 14        | 9         | 61*      | 28       | 45.9% | 179      |
| 2018-06-24 | 38        | 14        | 3         | 55*      | 28       | 51%   | 179      |
| 2018-06-29 | 38        | 15        | 0         | 53*      | 29       | 54.7% | 0        |
| 2018-07-09 | 38        | 15        | 0         | 53       | 29       | 54.7% | 0        |
| 2018-07-24 | 38        | 16        | 0         | 54       | 33       | 61%   | 0        |
| * 모든 감염자수는 새 감염이 확인되어 무조건 늘어나기만 하는 것은 아니며, 실험실 검사 결과 에볼라와 관련이 없다고 나온 경우 언제든지 줄어들 수 있다. |           |           |           |          |          |       |          |

### 음반다카로의 확산
1976년 이래로 콩고 민주 공화국에 있었던 8건의 에볼라 유행 모두 바이러스가 주요 대도시에 유행한 적은 없었다. 하지만 2018년 일어난 에카퇴르주 유행은 2018년 5월 처음으로 대도시인 음반다카로 확산되었음을 확인하였다.
5월 14일, 에카퇴르주의 비코로 외에도 이보코와 완가타 지역에서도 감염 의심 사례가 나왔다. WHO는 5월 17일 비코로에서 북쪽으로 약 160km 정도 떨어진 에카퇴르주의 주도인 음반다카시 완가타 지구에서 감염자를 확인했다며 처음으로 도심 지역에서 에볼라 감염이 나왔다고 발표했다. 음반다카는 콩고강을 끼고 있는 인구 120만의 항구 도시로 전염 위험이 매우 높다고 말했다. 이 다음 날 세계 보건 기구는 도심 지역에서 바이러스 감염을 확인했다며 콩고 민주 공화국의 보건 위험도를 "높음"에서 "매우 높음"으로 상향하였다.
콩고 민주 공화국은 음반다카에서 수도인 킨샤사로 콩고강 여객선 등을 통해 전염병이 퍼질 우려가 높다고 경고하였다. 또한 WHO는 콩고 민주 공화국과 중앙아프리카 공화국의 국경을 포함하여 근처 9개국 지역으로 확산될 위험성도 높다고 발표했다.
2018년 5월 23일까지 에볼라 발병 대부분은 비코로와 이보코 지역에 집중되었다. 이보코 지역은 에볼라 전체 감염 확진자수의 55%를 차지했고 비코로 지역은 에볼라 사망자수의 81.5%를 차지했다. 비코로 보건지역에서 감염 현황은 이코코임펜게 12건, 비코로 6건, 몸보요 1건, 모헤리 1건이다. 이보코 지역에서는 이티포 13건, 음판기 2건, 완가타 1건, 룬고 1건이다.
WHO가 발표한 5차 에볼라 유행 보고서에서는 사망률이 대략 42.3%라고 발표했다. 또한 5월 22일 기준으로 감염자수는 44명으로 남성 26명, 여성 18명이며 7명은 만 14세 이하의 어린이였고 9명은 만 60세 이상의 노인이었다. 또한 5월 23일 기준 의료종사자 5명이 에볼라에 감염되었으며 이 중 2명이 사망하였다. 감염자와 접촉한 사람을 찾기 위해 접촉자 추적 조사를 이용하여 접촉자를 찾고 있다. 5월 29일 기준 음반다카에서는 접촉자가 800명 정도 있는 것으로 확인되었다. 다음날에는 도시 내 접촉자 중 500명이 예방 접종을 받았다고 발표되었다.
5월 29일, WHO는 이웃한 9개 국가가 에볼라 바이러스 전파 위험이 높다고 경고하였으며 6월 4일 앙골라는 콩고 민주 공화국에서 에볼라 전파를 우려하여 국경을 폐쇄했다고 발표했다.

### 유행 종료
콩고 민주 공화국 내 에볼라 감염자는 2018년 7월 24일 기준 지난 42일간 추가 감염자가 나오지 않았으며 끝났다고 발표했다. 콩고 민주 공화국의 동부 지역인 북키부주에서 1주일 만에 새로운 에볼라 감염자가 나타났으나 이 두 유행이 서로 연관되었다는 증거는 없다.

## 반응
2018년 5월 10일, 대한민국 정부는 키부 지역의 에볼라 유행에 따라 콩고 민주 공화국 출입국자에 대한 검역을 강화했다.

## 같이 보기
- 2018-2019년 키부 에볼라 유행